# Jacques (musicien)
Pour les articles homonymes, voir Jacques.
Jacques, parfois écrit Jacque(s), de son nom complet Jacques Auberger, est un artiste de musique électronique français, né le 18 décembre 1991 à Strasbourg. Il tient son originalité de sa manière bruitiste, parfois minimaliste, d'aborder ses compositions ainsi que pour favoriser une approche d'enregistrement en direct live, utilisant les sons d'objets du quotidien comme matière première. Son personnage est identifiable grâce à sa tonsure.

## Biographie
Originaire de Strasbourg, il est le fils du musicien et chanteur Étienne Auberger (qui a connu le succès en 1986 avec sa chanson Ô Sophie) et d'une professeure de yoga. Son père lui fait croire qu'une loi oblige chaque enfant à essayer un instrument et Jacques commence alors le piano. Il préfère cependant la guitare, que son grand frère pratiquait, et commence la musique avec cet instrument à l'âge de 14 ans au sein de son premier groupe, les Rural Serial Killers, un groupe de « rock funky »,. Pendant ses années collège, il rêve de faire carrière dans le rock à Londres, avant de découvrir la musique électronique.
Il se lance alors dans son projet musical en solo en 2013. Il ouvre un squat, le Point G, dans une ancienne gare parisienne avec sa copine de l’époque et un de ses amis,. Il commence à composer son premier disque à La SIRA à Asnières-sur-Seine. Il emménage ensuite dans un atelier d’artistes à Saint-Ouen et enfin à Montreuil dans le studio de Pain Surprises, le collectif qu'il crée à ce moment-là avec des amis.
En 2015 il sort alors son premier EP intitulé Tout est magnifique.
Fin 2017, au lendemain de son anniversaire, Jacques annonce qu'il s'est fait cambrioler et voler son matériel d’enregistrement. Il annonce dans le même temps mettre en pause sa carrière musicale ainsi que ses concerts jusqu'à nouvel ordre. Il quitte également la capitale et s'installe au Maroc, en coupant les ponts avec ses fans, afin de s'isoler. En plus du cambriolage, Jacques est à cette époque usé de la scène, après trois ans de travail intense,.
Le 7 mai 2018, il publie sur Soundcloud un album intitulé Sous inspi ; 125 morceaux composés à partir d'enregistrements en direct sur scène lors de sa tournée mondiale de 162 concerts entre 2016 et 2018. En 2019, il a co-produit la musique de la publicité Rebuild the World de Lego, sortie le 17 septembre 2019,,.

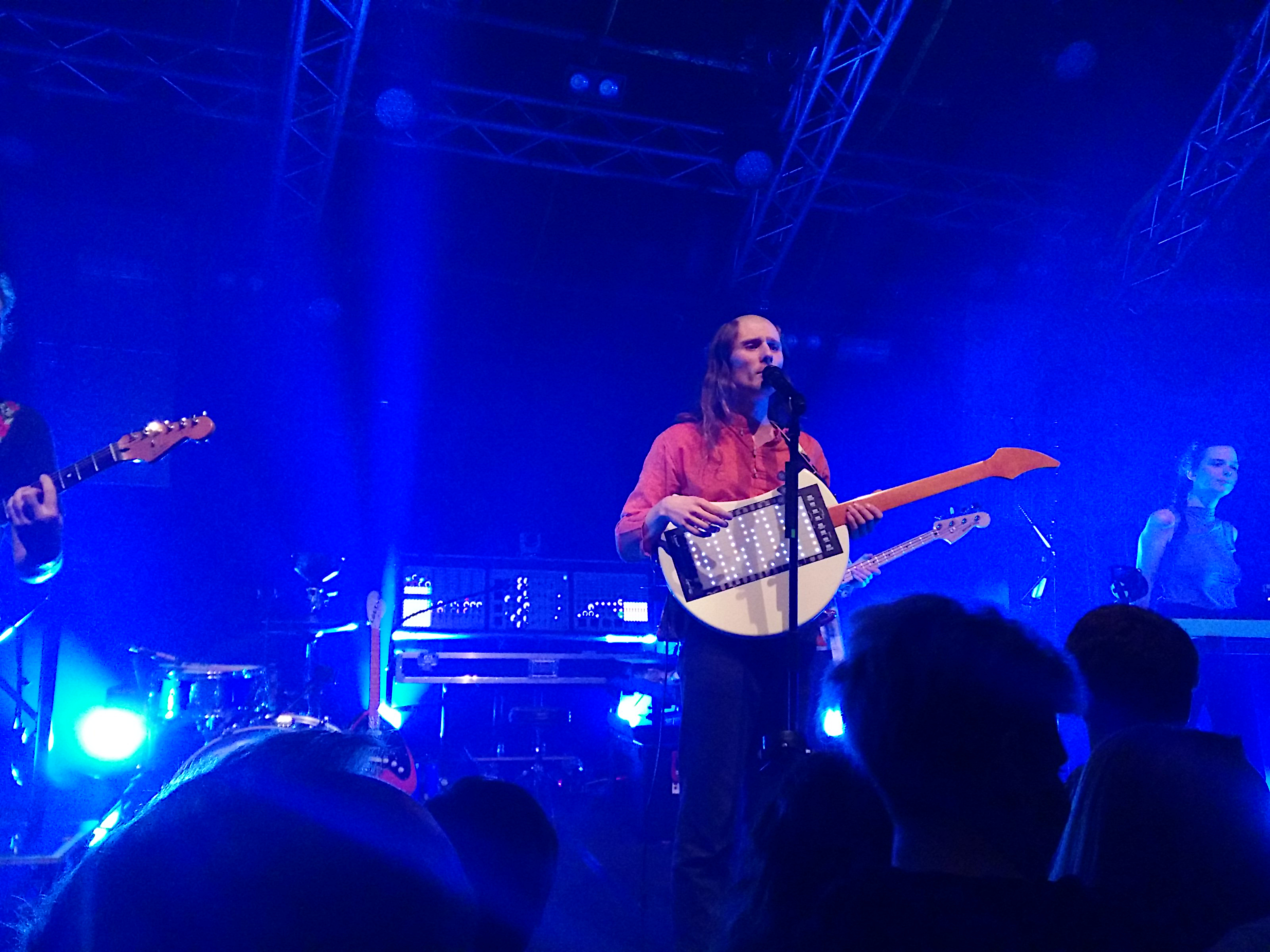
Jacques sur scène en novembre 2022

Le 11 février 2022, il sort son premier album L'Importance du vide (stylisé LIMPORTANCEDUVIDE), composé de treize morceaux. Cet album est composé pendant son exil au Maroc, qui a été prolongé lors des confinements liés à la pandémie de Covid-19. Jacques admet lui-même qu'il « n’aurai[t] sans doute pas fait cet album sans le confinement ». L'Importance du vide est plus conventionnel et pop, Jacques voulant se détacher de l'image de l'artiste « qui fait de la musique avec bruits d’objets »,,.
En 2023, il annonce une tournée de concerts, intitulée Vidéochose 360°, où il associe des extraits vidéos tout en ajoutant de la rythmique par dessus en live.

## Style musical
Le style musical de Jacques s’apparente principalement à la musique bruitiste. L'artiste compose ses morceaux en accumulant une succession de sons produits par des objets du quotidien de toute taille,. La majeure partie de ses compositions se fait d'ailleurs sur scène, en direct. Le public suit alors l'évolution du morceau au fil du concert. Il désire créer une musique qui ferait danser à la fois les gens normaux et les gens « étranges ». Il en résulte des mélodies répétitives issues de sons familiers ou non.
Avec son album L'Importance du vide, il prend un virage pop.

## Discographie

### Singles
- 2016 : Dans la radio
- 2021 : Vous
- 2021 : La vie de tous les jours
- 2022 : Kick ce soit
- 2022 : Rien
- 2023 : Absolve

### EP
- 2015 : Tout est magnifique
- 2017 : Dans la radio (International Version)

### Collaborations
- 2014 : Pola - Jacques Remix, Jabberwocky, Cappagali, Jacques
- 2019 : Gazebo - Jacques Remix, Fairmont, Jacques
- 2019 : Je ne comprends pas_, Nömak, Jacques, FFFELIX
- 2019 : Scala, Agoria, Jacques
- 2019 : Visit, Agoria, Jacques
- 2022 : Le tuto, Miel de montagne, Jacques
- 2024 : Etat Second, Clea Vincent, Jacques
- 2024 : l'effort d'aimer (réflexions pt. 1), kahnji, Jacques
- 2024 : j'y pense encore (réflexions pt. 2), kahnji, Jacques

## Collaborations
En 2019, il sort en EP avec le musicien Superpoze, intitulé Endless Cultural Turnover. Le premier extrait éponyme sort le 7 mars 2019. La même année, il participe à la production de l'album Maison de Salut c'est cool.